# Linzer Eissporthalle
 (avril 2025).
Le Linzer Eissporthalle, également nommé Donauhalle est une salle polyvalente de Linz en Autriche. Elle a été construite en 1986.
La patinoire accueille notamment l'équipe de hockey sur glace du EHC Linz pensionnaire de la Ligue Autrichienne. La patinoire a une capacité de 3 500 spectateurs.